# Gerobatrachus hottoni
Il Gerobatrachus hottoni è un anfibio dentato del Permiano. Un esemplare fossile, incompleto, databile a circa 290 milioni di anni fa, fu scoperto nel 1995 nel Texas (Baylor County) da un'équipe di paleontologi dell'Università di Calgary e Toronto.
Il nome del genere significa "vecchio anfibio", mentre quello della specie è un omaggio a Nicholas Hotton, paleontologo della Smithsonian Institution.
Jason S. Anderson, coautore di un articolo pubblicato su "Nature" del 22 maggio 2008 in cui veniva presentata la specie lo ha definito una sorta di «ranamandra» perché mostra caratteristiche che lo avvicinano agli anuri (le rane) e altre che lo avvicinano agli urodeli (salamandre).
Secondo gli autori dell'articolo, la presenza nello stesso animale di questi caratteri ne fa un fossile chiave, vicino alla divergenza tra anuri e urodeli. È stato quindi considerato l'«anello mancante» nell'evoluzione della classe degli anfibi